# تای ویت‌جت ایر
تای ویت‌جت ایر (به انگلیسی: Thai Vietjet Air) یک شرکت هواپیمایی با کد یاتا V9 است که در ۲۰۱۴ میلادی تأسیس شده و در ۲۹ مارس ۲۰۱۵ فعالیتش را آغاز کرده‌است. قطب تای ویت‌جت ایر در فرودگاه بین‌المللی سووارنابومی قرار دارد.